# HSV W427
Der HSV W427 ist eine Hochleistungs-Limousine auf Basis des Holden VE Commodore und das seit 2008 in limitierter Auflage hergestellte Flaggschiff seines Herstellers Holden Special Vehicles in Australien. Der Wagen wurden zum 20. Firmengeburtstag von HSV herausgebracht.
Der W427 basiert auf dem GTS, besitzt aber anstatt des 6,2-l-V8-Motors den 7,0-l-V8 des Chevrolet Corvette Z06. Dieser liefert eine Leistung von 502 bhp (375 kW) bei 7000 min−1 und beschleunigt den Wagen von 0 auf 100 km/h in 4,7 s. Dies macht den W427 zum stärksten und schnellsten Auto, das jemals in Australien gebaut wurde. Er hat ein härter als der GTS abgestimmtes MagneRide-Fahrwerk (elektrisch einstellbar) und ein verstärktes manuelles Sechsganggetriebe, ein neues Auspuffsystem und stärkere Sechskolbenbremsen.
Der Name W427 ist eine Kombination verschiedener Elemente. W ist eine Reminiszenz an den Gründer von HSV, Tom Walkinshaw. 427 ist einfach der Hubraum in Kubikzoll (=6997 cm³), aber erinnert auch an den HRT 427C, ein Modell, das ebenfalls einen 7,0-l-V8-Motor besaß, aber nie in Serienfertigung ging.
Das erste Konzeptfahrzeug des W427 wurde in derselben Farbe hergestellt wie das erste HSV-Modell, der Holden VL Commodore SS Group A SV.
Seit August 2008 wird der W427 für AU-$ 155.500,-- verkauft. Es werden insgesamt nur 200 Fahrzeuge gebaut, die nur in Australien und Neuseeland verkauft werden sollen; ein Wagen bleibt beim Hersteller.